# Appenzeller spetshättad

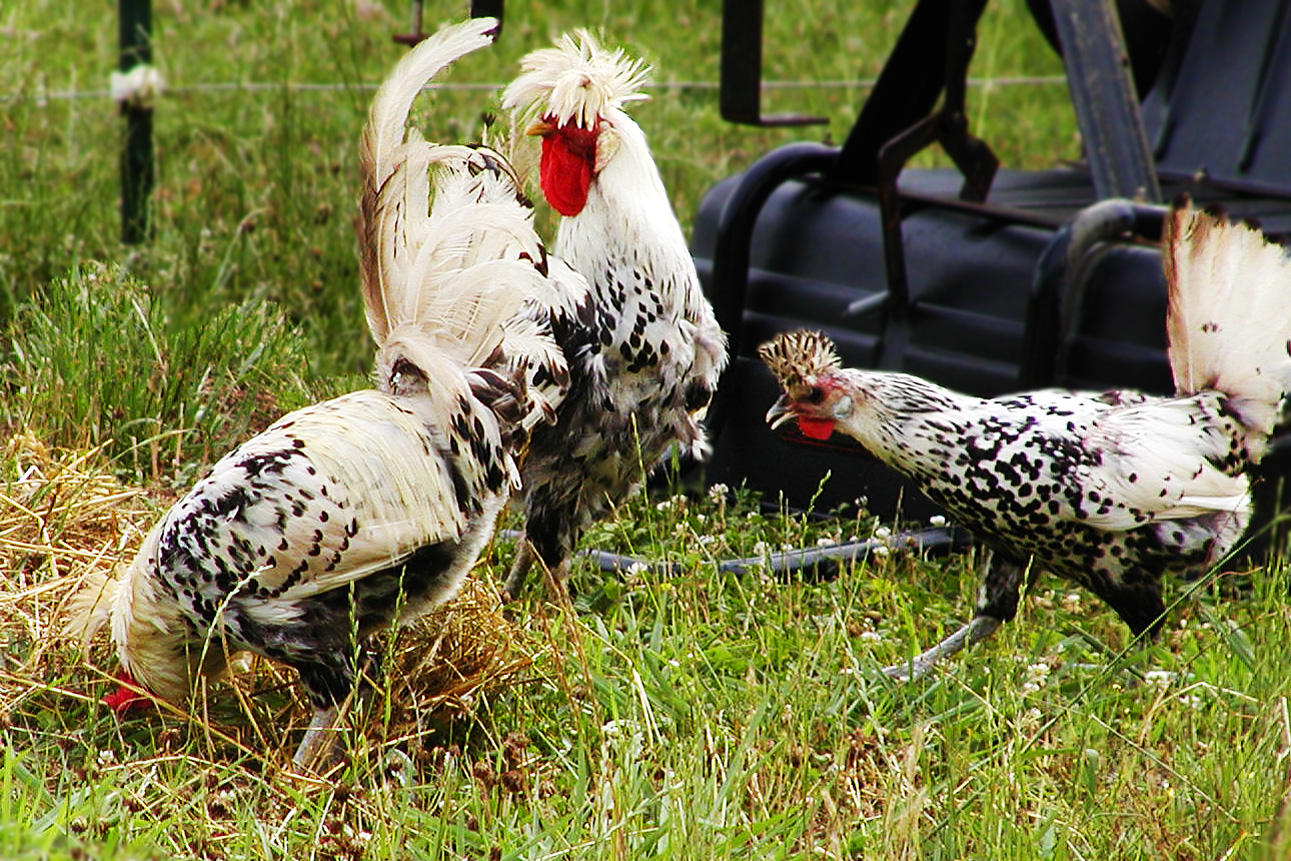
Tre Appenzeller spetshättad, två tuppar till vänster, en höna till höger.

Appenzeller spetshättad är en lätt hönsras från området Appenzellerland (Appenzell Innerrhoden och Appenzell Ausserrhoden) i Schweiz. Den är Schweiz nationalras och har sitt ursprung ur äldre stammar av schweiziska lanthöns. Ett kännetecken för rasen är dess framåtlutade spetsiga hätta, därav benämningen "spetshättad".
Appenzeller spetshättad var från början en produktionsras. Den ansågs som en mycket bra värpras och en bra värpras är den fortfarande, även om rasens värpförmåga nu är sämre än tidigare. Som ekonomisk ras för äggproduktion i större skala slogs den dock ut på 1960-talet, genom framavlandet av de så kallade värphybriderna.
En höna väger omkring 1,4 kilogram och en tupp väger omkring 1,6 kilogram. Äggen är vita och väger 50 till 55 gram. Hönornas ruvlust är svag. Till sitt sätt är Appenzeller spetshättad livliga och aktiva höns. De har bra flygförmåga och vill gärna sitta och sova högt om natten. Om hönsen hålls frigående är de bra på att hitta egen föda.

## Färger
- Guldfläckig
- Silverfläckig
- Svart
- Blå
- Vit
- Spättad
- Citronsvart